# Тшещин
Тшещин (пол. Trzeszczyn) — село в Польщі, у гміні Полиці Полицького повіту Західнопоморського воєводства.
Населення — 300 осіб (2011).

## Демографія
Демографічна структура станом на 31 березня 2011 року:
|          | Загалом | Допрацездатний вік | Працездатний вік | Постпрацездатний вік |
| -------- | ------- | ------------------ | ---------------- | -------------------- |
| Чоловіки | 154     | 35                 | 112              | 7                    |
| Жінки    | 146     | 27                 | 98               | 21                   |
| Разом    | 300     | 62                 | 210              | 28                   |